# Diaphorus repletus
Diaphorus repletus är en tvåvingeart som beskrevs av Octave Parent 1928. Diaphorus repletus ingår i släktet Diaphorus och familjen styltflugor. Inga underarter finns listade i Catalogue of Life.